# On Your Mark
Ghibli Experimental Theater On Your Mark (ジブリ実験劇場 On Your Mark, Jiburi Jikkengekijō On Yua Māku) é um videoclipe de animação criado pelo Studio Ghibli para a canção "On Your Mark" da dupla japonesa de rock Chage & Aska. A canção foi lançada em 1994 como parte do single "Heart". Em 1995, Hayao Miyazaki escreveu e dirigiu o curta animado para a canção como um projeto paralelo, após ter tido um bloqueio de escritor com o filme Princesa Mononoke. O vídeo musical do anime não é lineado, onde ocorreu várias reiterações e cenas alternativas para descrever os eventos. No videoclipe foi adicionado efeitos sonoros para a faixa de áudio, mas não conteve nenhum diálogo. Miyazaki propositadamente interpretou as letras para apresentar sua visão de um mundo onde a superfície torna-se inóspita, onde os humanos vivem em uma cidade subterrânea. Miyazaki propositadamente fez o vídeo parecer "enigmático" para evocar interpretações criativas entre os telespectadores.
O videoclipe começa com os policiais que invadem um culto religioso e encontram um ser angelical, eles tiram ela de lá e a mandam à um laboratório. Assombrada pelo destino de "anjo", mas dois homens elaboram um plano e entram no laboratório. Os três fogem com um caminhão blindado, mas despencam num abismo depois de tentar passar por uma aeronave da polícia ao longo de uma estrada estreita suspensa. Após a montagem das cenas anteriores, o caminhão blindado escapa dos foguetes. Os três vão para a superfície, ignorando os sinais de radiação e de perigo, perto de um reactor nuclear encerrado. Os dois homens libertam o "anjo" e ela voa para o céu.
O videoclipe foi bem recebido e elogiado por sua animação e atenção ao detalhe. Ele estreou como um curta antes do filme Mimi wo sumaseba e foi lançado em Laserdisc e DVD como parte do All Things Ghibli Special Short Short, mas até agora nunca foi lançado fora do Japão.

## Sinopse
O vídeo começa com uma viagem sobre uma tranquila aldeia abandonada coberta por ervas daninhas, e cercas deformadas, cobrindo um reactor nuclear. Assim que a música começa a tocar novamente, a cena muda para o ataque policial nocturno à um grupo religioso. Os veículos voadores de transporte de tropas se choca contra as janelas de uma torre encimada pelo slogan, escrito em neon «Deus está observando-te», e a polícia e os anti-terroristas começam a trocar tiros e granadas com seguidores usando um capuz pintado com um enorme olho, semelhante ao usado pelos sacerdotes de Dork em Nausicaä do Vale do Vento. Enquanto isso, a polícia parece ter ganhado o combate e começam a recolher os corpos, para que supostamente possa parecer um resultado de um suicídio colectivo, dois oficiais encontraram uma menina alada, mas ela é levada ao laboratório, e lá eles tentam resgatá-la.

## Produção
A produção do vídeo musical começou porque Miyazaki estava sofrendo de bloqueio de escritor com o filme Princesa Mononoke e precisava de um outro projeto para distraí-lo. Miyazaki escreveu e dirigiu o videoclipe "On Your Mark", embora a canção fosse lançada anteriormente, em 1994, como parte do single "Heart". Apesar da popularidade do trabalho, Toshio Suzuki disse à Helen McCarthy, a autora britânica de numerosos livros de referências de anime, que o Studio Ghibli não se esforçou "100 por cento" no videoclipe.
Na produção do videoclipe, Miyazaki experimentou o uso de animação por computador para complementar a tradicional mão puxada a animação celular. Nessa época, o Studio Ghibli não tinha seu próprio departamento de informática e o trabalho foi terceirizado para a CG Production Company Links, sob a supervisão de Hideki Nakano. As técnicas aprendidas na experiência de On Your Mark mais tarde foram adoptadas para a criação de Princesa Mononoke. O director de animação foi Masashi Andō. Miyazaki e Michiyo Yasuda foram os responsáveis pela selecção de cor. Os fundos foram criados por Kazuo Oga. Yōji Takeshige fez sua estreia como director de arte. Não houve diálogo no videoclipe e os dois policiais foram livremente modelados após Chage & Aska.